# Alcor
Alcor (AFI: /alˈkɔr/; significato debole, è più debole di Mizar) è una stella appartenente alla costellazione dell'Orsa Maggiore. Alcor e Mizar erano anticamente conosciuti come cavaliere e cavallo.

## Osservazione
Ha magnitudine apparente 4,01 e un tipo spettrale A5 V. La sua magnitudine la renderebbe relativamente facile da scorgere, se non fosse così vicina alla più brillante Mizar.
La distanza reale tra le due stelle è superiore ad un quarto di anno luce, quindi molto alta, ma il loro moto proprio mostra che sono in effetti una stella binaria e non una doppia prospettica come si pensava in precedenza. Già le antiche civiltà erano a conoscenza del fatto che Mizar e Alcor costituivano una stella binaria: per arabi e romani ad esempio, riuscire a distinguerle era una prova da superare per i candidati che aspiravano a diventare le guardie dell'imperatore.

## Caratteristiche fisiche
Alcor è una stella binaria formata da una stella bianca di sequenza principale e da una nana rossa. La principale ha una massa pari a 1,8 M⊙ ed una luminosità di 14 L⊙. Ad una distanza minima di 26 au dalla principale, la secondaria, una debole nana rossa di tipo spettrale M3, le ruota attorno in un periodo di circa 90 anni.